# IC 1727
IC 1727 је спирална галаксија у сазвјежђу Троугао која се налази на листи објеката дубоког неба у Индекс каталогу.
Деклинација објекта је + 27° 19' 57" а ректасцензија 1h 47m 30,0s. Привидна величина (магнитуда) објекта IC 1727 износи 11,4 а фотографска магнитуда 12,0. Налази се на удаљености од 6,800 милиона парсека од Сунца. IC 1727 је још познат и под ознакама UGC 1249, MCG 4-5-9, CGCG 482-14, VV 338, KCPG 40A, PGC 6574.